# Patto di Xochimilco
Il Patto di Xochimilco fu l'alleanza formale tra Emiliano Zapata e Pancho Villa, siglata il 4 dicembre 1914 nell'omonima località. Questo incontro rese possibile la presa di Città del Messico da parte dei rivoluzionari.

## Retroscena
Nel 1914 Venustiano Carranza convocò una convenzione delle forze rivoluzionarie, per appianare le cose tra di loro; Carranza non raggiunse il suo obiettivo, poiché la posizione di Villa fu rafforzata nella Convenzione di Aguascalientes. Di conseguenza, Venustiano Carranza e Obregón ruppero con la Convenzione.

## L'incontro

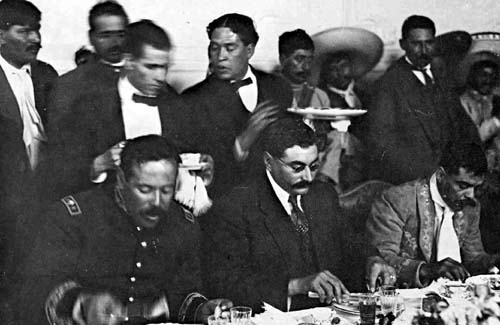
Pancho Villa, Eulalio Gutiérrez ed Emiliano Zapata dopo aver conquistato Città del Messico

Disgustati dall'atteggiamento di Venustiano Carranza, contrario alla Convenzione di Aguascalientes, e dall'incuria del problema della distribuzione della terra, causa principale del movimento zapatista, i generali decisero di riunirsi per programmare l'opposizione al governo di Carranza. All'incontro parteciparono personalità di spicco di entrambe le parti, che dopo aver discusso i punti decisero che la División del Norte e l'Esercito di Liberazione del Sud si sarebbero fusi in un unico esercito per insorgere contro Carranza; allo stesso modo convennero che la lotta sarebbe continuata fino a quando non fosse stata raggiunta la distribuzione agraria e che nessuno di loro avrebbe occupato la presidenza, poiché questa dovrebbe spettare a un civile.
Dopo l'accordo, le forze del Patto avanzarono verso Città del Messico, che conquistarono il 6 dicembre con un esercito di oltre 50 000 uomini; intanto Carranza insediava il suo governo nel porto di Veracruz sotto la pressione dei rivoluzionari.